# 霓霞岩

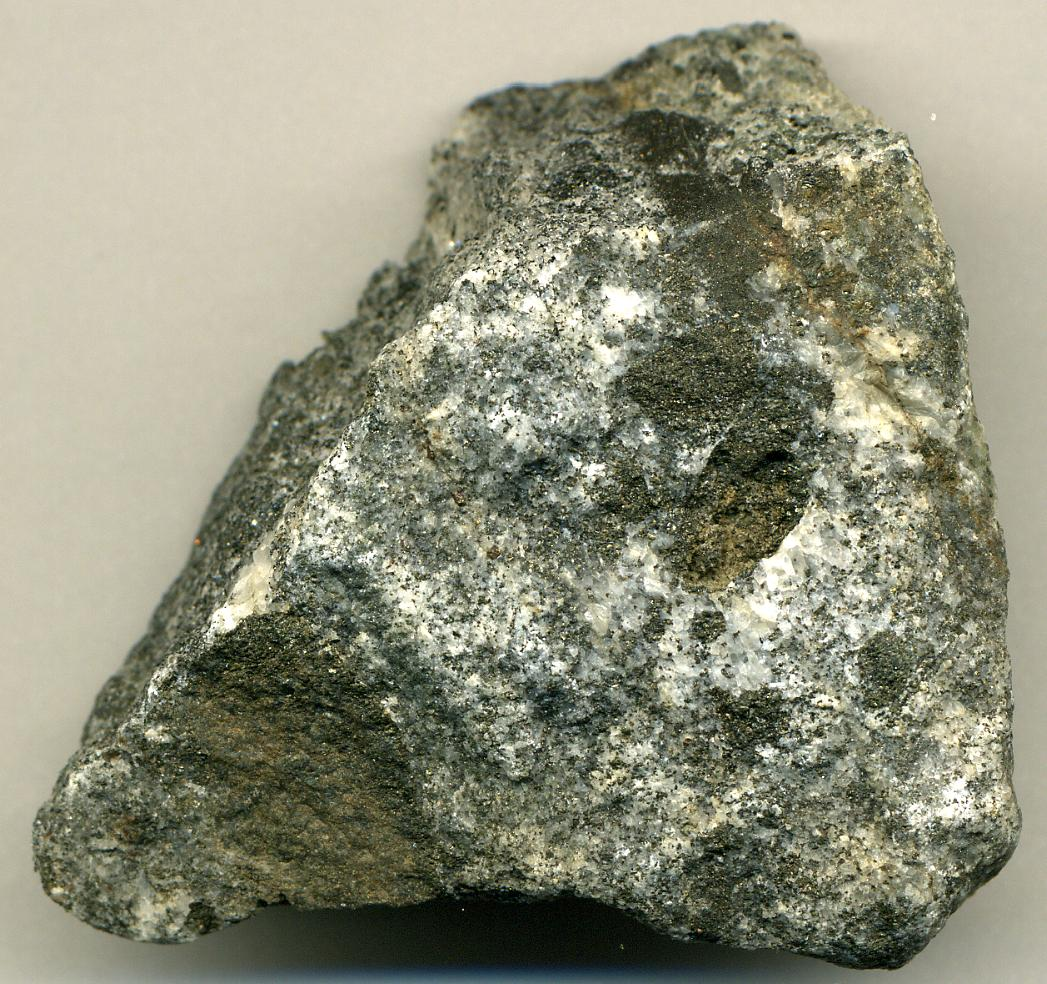
霓霞岩(Oka Carbonatite Complex)，年代：早白堊世，124-125 Ma； 產地：魁北克奧卡鈮礦

霓霞岩（英語：Ijolite）是一種火成岩，主要由霞石和輝石組成。 它是一種罕見的岩石類型，但從礦物學和岩石學的角度來看具有相當重要的意義。 霓霞岩產於芬蘭東部凱努地區和俄羅斯西北部白海沿岸的科拉半島。霓霞岩最初由芬蘭地質學家 Wilhelm Ramsay 定義和命名 。
霓霞岩所含輝石呈多態，黃色或綠色，被霞石周圍環繞。 次有礦物是磷灰石、鈣霞石、方解石、鈦鐵礦和伊瓦石（iivaarite）。伊瓦石是一種深褐色的含鈦钙铁榴石。霓霞岩是霞石岩的一種全結晶的深成岩。霞石岩本身為霞石粗粒玄武岩(nephelinite)的噴出岩相； 它們之間的關係就如同霞石正長岩與響岩的關係。
一種含白榴石和輝石的岩石，除了含有白榴石代替霞石外，類似霓霞岩，在蒙大拿州本頓堡附近的 Shonkin Creek，被稱為密蘇里石（missourite），但現在被認為是白榴石（leucitite）的變種。